# 约安娜·伊利耶娃
约安娜·伊利耶娃（2001年6月20日—），保加利亚女子击剑运动员，2023年世界锦标赛女子佩剑个人铜牌得主、2025年世界杯普罗夫迪夫站女子佩剑个人金牌得主、2025年世界杯伊拉克利翁站女子佩剑个人银牌得主、2025年世界杯开罗站女子佩剑个人铜牌得主。